# جون جوزيف هوكينز
جون جوزيف هوكينز هو سياسي كندي، ولد في 1840 في برانتفورد في كندا، وتوفي في 2 يونيو 1916. حزبياً، نشط في Liberal-Conservative Party ‏. وقد انتخب عضو مجلس العموم الكندي.